# Wereldkampioenschappen veldrijden 2009
De wereldkampioenschappen veldrijden 2009 werden gehouden in het weekend van 31 januari en 1 februari 2009 in de Nederlandse plaats Hoogerheide, gemeente Woensdrecht, door de Stichting Grote Prijs Adrie van der Poel.

## Uitslagen

### Mannen, elite
| Plaats | Renner              | Land        | Tijd     |
| ------ | ------------------- | ----------- | -------- |
|        | Niels Albert        | België      | 1u02'24" |
| Zilver | Zdeněk Štybar       | Tsjechië    | + 22"    |
| Brons  | Sven Nys            | België      | + 38"    |
| 4.     | Bart Wellens        | België      | + 1'10"  |
| 5.     | Francis Mourey      | Frankrijk   | + 1'23"  |
| 6.     | Kevin Pauwels       | België      | + 1'23"  |
| 7.     | Sven Vanthourenhout | België      | + 1'24"  |
| 8.     | Simon Zahner        | Zwitserland | + 1'24"  |
| 9.     | Steve Chainel       | Frankrijk   | + 1'24"  |
| 10.    | Klaas Vantornout    | België      | + 1'24"  |
| 11.    | Marco Fontana       | Italië      | + 1'24"  |
| 12.    | Thijs Al            | Nederland   | + 1'24"  |
| 13.    | Enrico Franzoi      | Italië      | + 1'25"  |
| 14.    | Jonathan Lopez      | Frankrijk   | + 1'26"  |
| 15.    | Christian Heule     | Zwitserland | + 1'29"  |
| 16.    | Gerben de Knegt     | Nederland   | + 1'50"  |
| 17.    | Petr Dlask          | Tsjechië    | + 1'51"  |
| 18.    | Kamil Ausbuher      | Tsjechië    | + 1'51"  |
| 19.    | Erwin Vervecken     | België      | + 1'51"  |
| 20.    | Lars Boom           | Nederland   | + 1'51"  |

### Mannen, beloften
| Plaats | Renner              | Land      | Tijd   |
| ------ | ------------------- | --------- | ------ |
|        | Philipp Walsleben   | Duitsland | 52'48" |
| Zilver | Christoph Pfingsten | Duitsland | + 21"  |
| Brons  | Paweł Szczepaniak   | Polen     | + 21"  |
| 4.     | Christian Cominelli | Italië    | + 21"  |
| 5.     | Sascha Weber        | Duitsland | + 24"  |
| 6.     | Quentin Bertholet   | België    | + 25"  |
| 7.     | Guillaume Perrot    | Frankrijk | + 29"  |
| 8.     | Ramon Sinkeldam     | Nederland | + 30"  |
| 9.     | Clément Bourgoin    | Frankrijk | + 30"  |
| 10.    | Marek Konwa         | Polen     | + 33"  |

### Jongens, junioren
| Plaats | Renner                  | Land      | Tijd   |
| ------ | ----------------------- | --------- | ------ |
|        | Tijmen Eising           | Nederland | 40'06" |
| Zilver | Corné van Kessel        | Nederland | + 25"  |
| Brons  | Alexandre Billon        | Frankrijk | + 25"  |
| 4.     | Wietse Bosmans          | België    | + 25"  |
| 5.     | Lars van der Haar       | Nederland | + 25"  |
| 6.     | Luca Braidot            | Italië    | + 26"  |
| 7.     | Jan Nesvadba            | Tsjechië  | + 26"  |
| 8.     | Daniele Braidot         | Italië    | + 26"  |
| 9.     | Sean De Bie             | België    | + 26"  |
| 10.    | Michiel van der Heijden | Nederland | + 26"  |

### Vrouwen
| Plaats | Renster              | Land             | Tijd   |
| ------ | -------------------- | ---------------- | ------ |
|        | Marianne Vos         | Nederland        | 42'39" |
| Zilver | Hanka Kupfernagel    | Duitsland        | + 1"   |
| Brons  | Katherine Compton    | Verenigde Staten | + 2"   |
| 4.     | Sanne Van Paassen    | Nederland        | + 29"  |
| 5.     | Caroline Mani        | Frankrijk        | + 29"  |
| 6.     | Sanne Cant           | België           | + 29"  |
| 7.     | Daphny van den Brand | Nederland        | + 30"  |
| 8.     | Mirjam Melchers      | Nederland        | + 30"  |
| 9.     | Eva Lechner          | Italië           | + 31"  |
| 10.    | Maryline Salvetat    | Frankrijk        | + 31"  |

## Medaillespiegel
| Plaats | Land             | Goud | Zilver | Brons | Totaal |
| 1      | Nederland        | 2    | 1      | 0     | 3      |
| 2      | Duitsland        | 1    | 2      | 0     | 3      |
| 3      | België           | 1    | 0      | 1     | 2      |
| 4      | Tsjechië         | 0    | 1      | 0     | 1      |
| 5      | Verenigde Staten | 0    | 0      | 1     | 1      |
| 5      | Frankrijk        | 0    | 0      | 1     | 1      |
| 5      | Polen            | 0    | 0      | 1     | 1      |
| Totaal | Totaal           | 4    | 4      | 4     | 12     |

## Organisatie
Sportevenementenbureau Team TOC was betrokken bij de bidfase, het subsidietraject, de eventcommunicatie, de volledige infrastructuur, de TV-productie, kaartverkoop, hospitality, mediazaken en het transport van bezoeker en deelnemers.